# Trigonotis chengkouensis
Trigonotis chengkouensis là loài thực vật có hoa trong họ Mồ hôi. Loài này được W.T. Wang miêu tả khoa học đầu tiên năm 1986.